# Moonage Daydream (banda sonora)
Moonage Daydream – A Brett Morgen Film es la banda sonora para la película documental de 2022 Moonage Daydream basado en la vida del músico británico David Bowie. Fue publicado digitalmente el 16 de septiembre de 2022 por Rhino Entertainment y Parlophone Records, precedido por un lanzamiento en CD de dos discos el 18 de noviembre de 2022 y una edición de vinilo de tres discos, programada para su lanzamiento posterior en 2023.

## Antecedentes
El álbum se anunció el 25 de agosto de 2022 para acompañar la película, que contenía sencillos en vivo inéditos, pistas recortadas del álbum, remixes específicos de la película de las canciones de Bowie, actuaciones orquestales y extractos de entrevistas y monólogos del propio Bowie. Un sencillo del álbum – la versión remezclada de la canción «Modern Love», fue publicado en la misma fecha. El sitio web oficial de Bowie lo declaró como “Esta versión es una mezcla única que comienza con el motivo de piano aislado de la pista, se desarrolla en el coro antes de terminar con los coros a cappella que ofrecen una visión de los elementos individuales que crean el clásico que todos conocen y aman”. El remix específico de la película de la canción «D.J.» fue lanzado como el segundo sencillo el 9 de septiembre de 2022.
Brett Morgan trabajó durante casi 18 meses para diseñar la banda sonora que lo acompaña, con el equipo de diseño de sonido – los mezcladores de regrabación Paul Massey y David Giammarco, el editor de sonido y música John Warhurst, la editora de sonido supervisora Nina Hartstone – trabajando con él. Al diseñar la música de la película, Massey mezcló “mucha música que no fue diseñada para combinarse en algunas obras asombrosas. Y el diseño de sonido está completamente integrado en eso. La banda sonora es como una gran disolución, desde el principio de la película hasta el final”.

## Recepción de la crítica
En el estreno del Festival de Cannes en mayo de 2022, Carey Matthew de Deadline Hollywood lo calificó como “una banda sonora atronadora que literalmente sacude los asientos”. Kenji Fujishima de Slant Magazine escribió: “Aunque la música de Bowie domina la banda sonora (con sus canciones remezcladas para lograr el máximo impacto de arena-rock que acelera el corazón), el documental también incluye música inspirada en el arte del hombre, incluidos fragmentos de las sinfonías de Philip Glass basado en los álbumes Low y Heroes de Bowie”. Max Bell de Classic Rock escribió: “Si es axiomático que las grandes carreras artísticas se construyen en una forma de crescendo, entonces este CD doble, la banda sonora oficial del documental anticipado de Brett Morgen sobre la odisea musical de David Bowie, cumple ese criterio. El trabajo de Morgen en Crossfire Hurricane, para los Rolling Stones, y Kurt Cobain: Montage of Heck, persuadió a los herederos de Bowie para que le dieran carta blanca sobre más de cincuenta años de material, utilizando mejoras sónicas, mezclas que van de lo sublime a lo ridículamente sublime, y una especie de narración hablada que enhebra el significado del tiempo, de la muerte y de la fe”. El álbum recibió una nominación a Mejor Banda Sonora en la 19.ª edición de los Premios de la Asociación de Críticos de Cine de San Luis.

## Lista de canciones
| Disco uno |                                                                                    |          |  |
| N.º       | Título                                                                             | Duración |  |
| 1.        | «Time... One of the Most Complex Expressions...» (Moonage Daydream Mix 1)          | 1:54     |  |
| 2.        | «Ian Fish U.K. Heir» (Remix Moonage Daydream Edit)                                 | 1:10     |  |
| 3.        | «Hallo Spaceboy»                                                                   | 3:04     |  |
| 4.        | «Wild Eyed Boy from Freecloud» (Live; Stereo)                                      | 3:19     |  |
| 5.        | «All the Young Dudes» (Live; Stereo)                                               | 1:38     |  |
| 6.        | «Oh! You Pretty Things» (Live; Stereo)                                             | 1:43     |  |
| 7.        | «Life on Mars?» (2016 Mix – Moonage Daydream Edit)                                 | 3:46     |  |
| 8.        | «Moonage Daydream» (Live; Stereo)                                                  | 6:17     |  |
| 9.        | «Medley: The Jean Genie / Love Me Do / The Jean Genie» (Live; featuring Jeff Beck) | 7:48     |  |
| 10.       | «The Light» (Excerpt)                                                              | 4:42     |  |
| 11.       | «Warszawa» (Live Moonage Daydream Edit)                                            | 3:56     |  |
| 12.       | «Quicksand» (2021 Mix – Early Version)                                             | 4:57     |  |
| 13.       | «Medley: Future Legend / Diamond Dogs Intro / Cracked Actor»                       | 3:57     |  |
| 14.       | «Rock 'n' Roll with Me» (Live)                                                     | 4:47     |  |
| 15.       | «Aladdin Sane» (Moonage Daydream Edit)                                             | 5:03     |  |
| 16.       | «Subterraneans» (2017 Remaster)                                                    | 5:37     |  |
| 17.       | «Space Oddity» (Moonage Daydream Mix)                                              | 3:39     |  |
| 18.       | «V-2 Schneider» (2017 Remaster)                                                    | 3:09     |  |

| Disco dos |                                                                         |          |  |
| N.º       | Título                                                                  | Duración |  |
| 1.        | «Sound and Vision» (Moonage Daydream Mix)                               | 3:09     |  |
| 2.        | «A New Career in a New Town» (Moonage Daydream Mix)                     | 2:06     |  |
| 3.        | «Word on a Wing» (Moonage Daydream Mix Excerpt)                         | 0:12     |  |
| 4.        | «“Heroes”» (Live Moonage Daydream Edit)                                 | 5:52     |  |
| 5.        | «D.J.» (Moonage Daydream Mix)                                           | 3:48     |  |
| 6.        | «Ashes to Ashes» (Moonage Daydream Mix)                                 | 4:13     |  |
| 7.        | «Move On» (Moonage Daydream A Cappella Mix Edit)                        | 0:17     |  |
| 8.        | «Moss Garden» (Moonage Daydream Edit)                                   | 1:03     |  |
| 9.        | «Cygnet Committee / Lazarus» (Moonage Daydream Mix)                     | 4:49     |  |
| 10.       | «Memory of a Free Festival» (Harmonium Edit)                            | 0:48     |  |
| 11.       | «Modern Love» (Moonage Daydream Mix)                                    | 2:59     |  |
| 12.       | «Let's Dance» (Live Moonage Daydream Edit)                              | 3:02     |  |
| 13.       | «The Mysteries» (Moonage Daydream Mix)                                  | 3:57     |  |
| 14.       | «Rock 'n' Roll Suicide» (Live Moonage Daydream Edit)                    | 4:12     |  |
| 15.       | «Ian Fish U.K. Heir» (Moonage Daydream Mix 2)                           | 3:39     |  |
| 16.       | «Word on a Wing» (Moonage Daydream Mix)                                 | 4:26     |  |
| 17.       | «Hallo Spaceboy» (Live Moonage Daydream Mix)                            | 3:12     |  |
| 18.       | «I Have Not Been to Oxford Town» (Moonage Daydream A Cappella Mix Edit) | 0:12     |  |
| 19.       | «“Heroes”: IV. Sons of the Silent Age» (Excerpt)                        | 2:21     |  |
| 20.       | «Blackstar» (Moonage Daydream Film Mix Edit)                            | 1:38     |  |
| 21.       | «Ian Fish U.K. Heir» (Moonage Daydream Mix Excerpt)                     | 0:44     |  |
| 22.       | «Memory of a Free Festival» (Moonage Daydream Mix Edit)                 | 3:03     |  |
| 23.       | «Starman» (Original Single Mix; 2015 Remaster)                          | 4:11     |  |
| 24.       | «You're Aware of a Deeper Existence...»                                 | 0:58     |  |
| 25.       | «Changes» (2015 Remaster)                                               | 3:32     |  |
| 26.       | «Let Me Tell You One Thing...»                                          | 0:18     |  |
| 27.       | «Well, You Know What This Has Been an Incredible Pleasure...»           | 0:24     |  |

## Créditos y personal
Créditos adaptados desde las notas de álbum de Moonage Daydream.
Personal técnico
- Tony Visconti – productor
- John Warhurst, Nina Hartstone – ingenieros de sonido supervisores
- Bill Stein – ingeniero de regrabación
- Jannek Zechner – ingeniero de mezcla
- Brett Morgen – diseño y edición de mashups musicales

## Posicionamiento
| Gráfica (2022)                          | Pico de posición |
| --------------------------------------- | ---------------- |
| Austria (Ö3 Austria Top 40)             | 50               |
| Bélgica (Flandes) (Ultratop 200 Albums) | 49               |
| Bélgica (Valonia) (Ultratop 200 Albums) | 49               |
| Países Bajos (Album Top 100)            | 36               |
| Francia (SNEP)                          | 125              |
| Alemania (Offizielle Top 100)           | 72               |
| Italia (FIMI)                           | 100              |
| Japón (Billboard Japan Hot Albums)      | 59               |
| Japón (Oricon Albums Chart)             | 38               |
| Escocia (Scottish Albums Chart)         | 10               |
| España (PROMUSICAE)                     | 61               |
| Suiza (Schweizer Hitparade)             | 44               |
| Reino Unido (UK Albums Chart)           | 20               |